# Kanarisk strandlilja
Kanarisk strandlilja (Pancratium canariense) är en art i familjen amaryllisväxter från Kanarieöarna. Den kan odlas som krukväxt i Sverige.

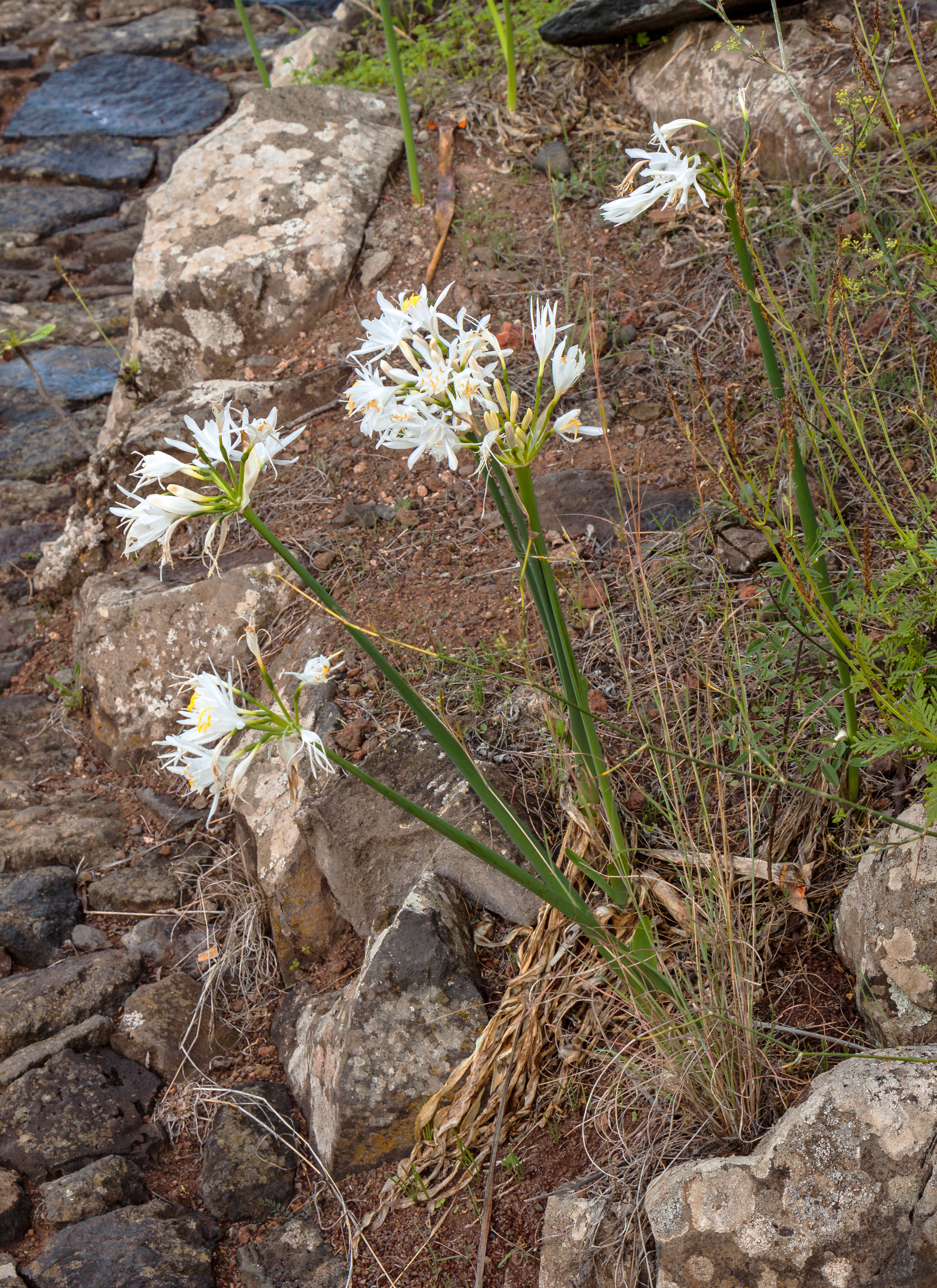
Habitus

## Synonymer
- Bollaea canariensis (Ker Gawl.) Parl.,
- Pancratium teneriffae Willd. ex Schult. et Schult.f.